# Гал Мекел
Гал Мекел (хебр. גל מקל‎; рођен 4. марта 1988) бивши је израелски кошаркаш. Играо је на позицији плејмејкера.

## Каријера
Кошарком је почео да се бави у млађим категоријама Хапоела из Тел Авива. Ипак убрзо су примећене његове способности и прелази у Макаби са свега 17 година. Након тога се сели у САД где започиње своју колеџ каријеру у екипи универзитета Вичита Стејт. У првој сезони је играо просечно 13 минута по мечу и бележио 4 поена. Ипак у другој сезони заузима место стартног плеја и за просечно 30 минута по мечу постиже 9,3 поена уз 3,7 асистенција.
Након тога се враћа у Макаби који га прослеђује у Хапоел Гилбоа Галил где игра све до 2011. године. Дана 5. јула 2011. потписује уговор са Бенетоном где остаје годину дана али се после једне године поново враћа у Израел и овога пута у екипу Макаби Хаифа. Ту сезону Мекел је предводио тим до великог успеха. Прво су дошли до финала купа Израела али их је у финалу победио Макаби из Тел Авива. Ипак реванширали су се у финалу првенства када су дошли до титуле. Мекел је предводио тим са 21 поеном и 7 асистенција и заслужио награду за најкориснијег играча Суперлиге Израела.
Дана 11. јула 2013. потписује уговор са Далас мавериксиима. Са њима је у сезони 2013/14. одиграо 31. утакмицу и бележио просечно 2,4 поена по мечу. Током те сезоне био је и на позајмици у Тексас леџендсима члану НБА развојне лиге. Након што га је Далас отпустио, потписао је уговор са Њу Орлеанс пеликансима али је за њих одиграо само четири утакмице пре него што је отпуштен. У фебруару 2015. вратио се у Европу и потписао са руским Нижњи Новгородом, где проводи остатак сезоне. Са њима је на шест мечева у Евролиги просечно бележио 11,7 поена и 4,7 асистенција за нешто више од 20 минута проведених на паркету.
Дана 27. августа 2015. Мекел је потписао једногодишњи уговор са Црвеном звездом. Ипак у клубу нису били задовољни његовим играма па је склоњен из првог тима већ у новембру 2015. У АБА лиги је пружао доста добре партије и на девет мечева просечно је бележио 11,1 поен, уз 5,7 асистенција, али је зато на четири утакмице Евролиге бележио тек 3,8 поена и 2,8 асистенција по утакмици. Црвено-беле је званично напустио 10. јануара 2016. када је прешао у свој бивши клуб Макаби Тел Авив.

## Статистика
Напомена: Евролига није једино такмичење у којем је играч учествовао, играо је и у домаћим такмичењима

### НБА

#### Регуларна сезона
| Сезона   | Екипа      | ОУ | СУ | МПУ  | ПШ%  | 3П%  | СБ%  | СПУ | АПУ | УПУ | БПУ | ППУ |
| -------- | ---------- | -- | -- | ---- | ---- | ---- | ---- | --- | --- | --- | --- | --- |
| 2013/14. | Далас      | 31 | 1  | 9.4  | .349 | .250 | .667 | .9  | 2.0 | .1  | .0  | 2.4 |
| 2014/15. | Њу Орлеанс | 4  | 0  | 10.8 | .150 | .0   | .0   | .3  | 3.3 | .5  | .0  | 1.5 |
| Каријера |            | 35 | 1  | 9.6  | .311 | .217 | .667 | .8  | 2.2 | .2  | .0  | 2.3 |

### Евролига
| Сезона   | Екипа          | ОУ | СУ | МПУ  | ПШ%  | 3П%  | СБ%  | СПУ | АПУ | УПУ | БПУ | ППУ  | ИПУ  |
| -------- | -------------- | -- | -- | ---- | ---- | ---- | ---- | --- | --- | --- | --- | ---- | ---- |
| 2014/15. | Нижњи Новгород | 6  | 0  | 20.7 | .482 | .286 | .824 | 2.3 | 4.7 | .7  | .0  | 11.7 | 11.7 |
| Каријера |                | 6  | 0  | 20.7 | .482 | .286 | .824 | 2.3 | 4.7 | .7  | .0  | 11.7 | 11.7 |

## Успеси

### Клупски
- Хапоел Гилбоа Галил:
  - Првенство Израела (1): 2009/10.

- Макаби Хаифа:
  - Првенство Израела (1): 2012/13.

- Макаби Тел Авив:
  - Куп Израела (2): 2016, 2017.

### Појединачни
- Најкориснији играч Првенства Израела (2): 2010/11, 2012/13.
- Идеални тим Првенства Израела (2): 2010/11, 2012/13.
- Звезда у успону Првенства Израела (1): 2008/09.